# آباکو شمالی

آباکو شمالی (به لاتین: North Abaco)  یک شهرستان در باهاما است که در جزایر آباکو واقع شده‌است.